# Region Centralny (Erytrea)
Region Centralny (tigrinia: ዞባ ማእከል, arab. قليم المركزية) – jeden z regionów Erytrei. Zajmuje obszar 1300 km² i jest zamieszkiwany przez ok. 917 tys. osób (2008). Stolicą tego regionu, jak i państwa, jest Asmara.